# Вайт-Ерт (Міннесота)
Вайт-Ерт (англ. White Earth) — переписна місцевість (CDP) в США, в окрузі Бекер штату Міннесота. Населення — 522 особи (2020).

## Географія
Вайт-Ерт розташований за координатами 47°5′58″ пн. ш. 95°50′55″ зх. д. / 47.09944° пн. ш. 95.84861° зх. д. (47.099577, -95.848542).  За даними Бюро перепису населення США в 2010 році переписна місцевість мала площу 10,20 км², з яких 8,84 км² — суходіл та 1,36 км² — водойми.

## Демографія
Згідно з переписом 2010 року, у переписній місцевості мешкало 580 осіб у 222 домогосподарствах у складі 126 родин. Густота населення становила 57 осіб/км².  Було 235 помешкань (23/км²).
Расовий склад населення:
| - 89,1 % — корінних американців - 5,0 % — білих - 0,2 % — азіатів |

До двох чи більше рас належало 5,5 %. Частка іспаномовних становила 3,8 % від усіх жителів.
За віковим діапазоном населення розподілялося таким чином: 33,8 % — особи молодші 18 років, 56,7 % — особи у віці 18—64 років, 9,5 % — особи у віці 65 років та старші. Медіана віку мешканця становила 27,6 року. На 100 осіб жіночої статі у переписній місцевості припадало 97,3 чоловіків;  на 100 жінок у віці від 18 років та старших — 96,9 чоловіків також старших 18 років.
Середній дохід на одне домашнє господарство  становив 23 846 доларів США (медіана — 17 448), а середній дохід на одну сім'ю — 26 297 доларів (медіана — 22 188). За межею бідності перебувало 53,5 % осіб, у тому числі 57,1 % дітей у віці до 18 років та 40,6 % осіб у віці 65 років та старших.
Цивільне працевлаштоване населення становило 111 осіб. Основні галузі зайнятості: освіта, охорона здоров'я та соціальна допомога — 27,0 %, публічна адміністрація — 18,0 %, роздрібна торгівля — 15,3 %.